# Taratumb, Vayots Dzor
Taratumb là một đô thị thuộc tỉnh Vayots Dzor, Armenia. Dân số ước tính năm 2011 là 549 người.